# Let Me Love You (Ariana Grande)
Let Me Love You è un singolo promozionale della cantante statunitense Ariana Grande in collaborazione con il rapper statunitense Lil Wayne, estratto dal terzo album in studio Dangerous Woman, pubblicato il 18 aprile 2016 dalla Republic Records.

## Descrizione
Prodotto da Tommy Brown e da Steven Franks, Let Me Love You è stato reso disponibile per lo streaming e il download digitale il 18 aprile 2016 come secondo singolo promozionale dopo Be Alright.

## Video musicale
Il video musicale è stato pubblicato esclusivamente con acquisto su Apple Music il 15 maggio 2016, venendo caricato una settimana più tardi anche sul canale Vevo della cantante.

## Tracce
Testi e musiche di Ariana Grande, Tommy Brown, Victoria Monét, Steven Franks, Jeremy Felton e Dwayne Carter.
1. Let Me Love You (feat. Lil Wayne) – 3:43

## Classifiche
| Classifica (2016) | Posizione massima |
| ----------------- | ----------------- |
| Canada            | 73                |
| Corea del Sud     | 39                |
| Francia           | 164               |
| Portogallo        | 76                |
| Stati Uniti       | 99                |